# 丁戈内克
丁戈内克（Dingonek），又称“丛林海象”（Jungle Walrus），是一种据传生存于非洲刚果雨林的神秘生物。丁戈内克通常被描述为一种身长3-6米、犬齿突出、鳞片类似穿山甲、尾部有着可以分泌毒液器官的怪异动物。一个未经证实的传言称，丁戈内克是一种非常凶暴的动物，它会攻击并杀死入侵其领地的动物与人类。1907年，探险家约翰·阿尔弗雷德·乔丹曾在Maggori河遭遇过丁戈内克。在南非西开普省Brakfontein ridge的一处洞穴壁画中，绘有一个类似海象的动物，有观点认为这是丁戈内克。